# Lebadia cervina
Lebadia cervina är en fjärilsart som beskrevs av Walker 1869. Lebadia cervina ingår i släktet Lebadia och familjen tandspinnare. Inga underarter finns listade i Catalogue of Life.